# Układ krwionośny kręgowców
Układ krwionośny kręgowców jest układem zamkniętym, a serce kręgowców jest wielojamowe. Układy krwionośne poszczególnych grup kręgowców znacznie różnią się od siebie. 

## Ryby

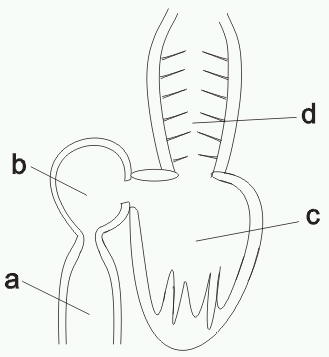
Serce ryby, schemat. a - zatoka żylna, b - przedsionek, c - komora, d - stożek tętniczy

Serce ryb chrzęstnoszkieletowych (tzw. serce skrzelowe) zbudowane jest z zatoki żylnej, przedsionka, komory i stożka tętniczego z zastawkami. U ryb kostnoszkieletowych stożek tętniczy występuje lecz nie widać go z zewnątrz, ponieważ jest on wciśnięty między komorę a opuszkę tętniczą (bulbus arteriosus) znajdują się tu 2 zastawki typu kieszonkowatego. Opuszka tętnicza zbudowana jest z mięśni gładkich (jest zgrubieniem tętnicy), więc nie wchodzi w skład serca. Jednokierunkowy przepływ krwi zapewniają zastawki. Ryby mają jeden obieg krwi. Krew z tkanek ciała dostaje się do zatoki żylnej, która pompuje ją do przedsionka serca. Skurcz przedsionka przekazuje krew do komory. Z komory krew wpływa tętnicami do skrzeli. Skrzela oplecione są siecią naczyń włosowatych. W nich zachodzi wymiana gazowa. Krew wzbogacona w tlen, rozprowadza go po całym organizmie. Zabiera z komórek dwutlenek węgla i wraca żyłami do zatoki żylnej, a następnie do przedsionka i cykl się powtarza.

## Płazyigady
Posiadają serce trójdzielne (u gadów występuje niepełna przegroda między komorami zapobiegająca całkowitemu mieszaniu się krwi, wyjątkiem jest krokodyl, który posiada całą przegrodę między komorami). Płazy dodatkowo posiadają układ skórny.

## Ssakiiptaki
Posiadają serce z dwoma komorami oraz dwoma przedsionkami. Przez lewą stronę serca przepływa krew utlenowana, a przez prawą odtlenowana. W sercu krew pozbawiona tlenu nie miesza się z krwią zaopatrzoną w tlen. Między innymi dzięki temu te organizmy mogą utrzymywać stałą temperaturę ciała oraz odpowiednie tempo metabolizmu. 
Płazy, gady, ptaki oraz ssaki posiadają dwa obiegi krwi, mały i duży.